# National Highway No. 10 (Taiwan)
National Freeway 10 is een autosnelweg in Taiwan, die begint in Kaohsiung op de kruising van Dajhong Road en Wunzih Road en eindigt in Qishan op de Provincial Highway No. 3. De totale lengte is 33,8 km. In 2000 werd de weg geopend.

## Kruisingen met andere snelwegen en autowegen
- National Freeway 1 bij Dingjin JCT, in Kaohsiung
- National Freeway 3 bij Yanchao JCT, in Yanchao (Kaohsiung)

## Rijstroken
De rijstroken in elke richting zijn hieronder opgesomd.
- 2 rijstroken :
  - Zuoying Terminus - Dingjin JCT.
  - Yanchao JCT. - Qishan Terminus
- 3 rijstroken :
  - Dingjin JCT. - Yanchao JCT.